# سمندر غول‌پیکر
سمدر غول پیکر (نام علمی: Dicamptodon copei) نام یک گونه از زیرراسته سمندرهای پیشرفته است.